# Онсага
Онсага (исп. Onzaga) — город и муниципалитет в северо-восточной части Колумбии, на территории департамента Сантандер. Входит в состав провинции Гуанента.

## История
Поселение, из которого позднее вырос город, было основано 31 марта 1602 года. Муниципалитет Онсага был выделен в отдельную административную единицу в 1875 году.

## Географическое положение

Муниципалитет Онсага

Город расположен в юго-восточной части департамента, в горной местности Восточной Кордильеры, на правом берегу реки Суса, на расстоянии приблизительно 88 километров к юго-востоку от города Букараманги, административного центра департамента. Абсолютная высота — 1955 метров над уровнем моря.
Муниципалитет Онсага граничит на севере с территорией муниципалитета Молагавита, на северо-западе — с муниципалитетом Сан-Хоакин, на юго-западе — с муниципалитетом Короморо, на северо-востоке и востоке — с территорией департамента Бояка. Площадь муниципалитета составляет 486,76 км².

## Население
По данным Национального административного департамента статистики Колумбии, совокупная численность населения города и муниципалитета в 2015 году составляла 5054 человека.
Динамика численности населения муниципалитета по годам:
| 2005 | 2006 | 2007 | 2008 | 2009 | 2010 | 2011 | 2012 | 2013 | 2014 | 2015 |
| ---- | ---- | ---- | ---- | ---- | ---- | ---- | ---- | ---- | ---- | ---- |
| 5707 | 5618 | 5548 | 5473 | 5422 | 5354 | 5286 | 5234 | 5176 | 5120 | 5054 |

Согласно данным переписи 2005 года мужчины составляли 51,4 % от населения Онсаги, женщины — соответственно 48,6 %. В расовом отношении белые и метисы составляли 99,9 % от населения города; негры, мулаты и райсальцы — 0,1 %.
Уровень грамотности среди всего населения составлял 85,6 %.

## Экономика
Основу экономики Онсаги составляет сельское хозяйство.
59,7 % от общего числа городских и муниципальных предприятий составляют предприятия торговой сферы, 25,1 % — предприятия сферы обслуживания, 14,7 % — промышленные предприятия, 0,5 %— предприятия иных отраслей экономики.

## Транспорт
Через город проходит национальное шоссе № 64 (исп. Ruta Nacional 64).